# Defensores de Belgrano (Buenos Aires)
Club Atlético Defensores de Belgrano – argentyński klub piłkarski z siedzibą w mieście Buenos Aires.

## Osiągnięcia
- Mistrz drugiej ligi (3): 1914, 1917, 1967
- Mistrz trzeciej ligi argentyńskiej (Primera B Metropolitana): 2000/01
- Mistrz czwartej ligi argentyńskiej (Primera C Metropolitana) (3): 1958, 1972, 1991/92
- Mistrz Segunda de Ascenso: 1953

## Historia
Klub założony został 25 maja 1906. W roku 1910 klub przystąpił do organizowanej przez argentyński związek piłkarski AFA drugiej ligi (segunda división). Obecnie gra w drugiej lidze argentyńskiej (Primera B Nacional).

## Stadion
Klub rozgrywa swoje mecze na stadionie Estadio de Defensores de Belgrano, mogącym pomieścić 9000 widzów. Stadion oddany został do użytku 25 maja 1910.